# Wilczy Staw (w Kozach)

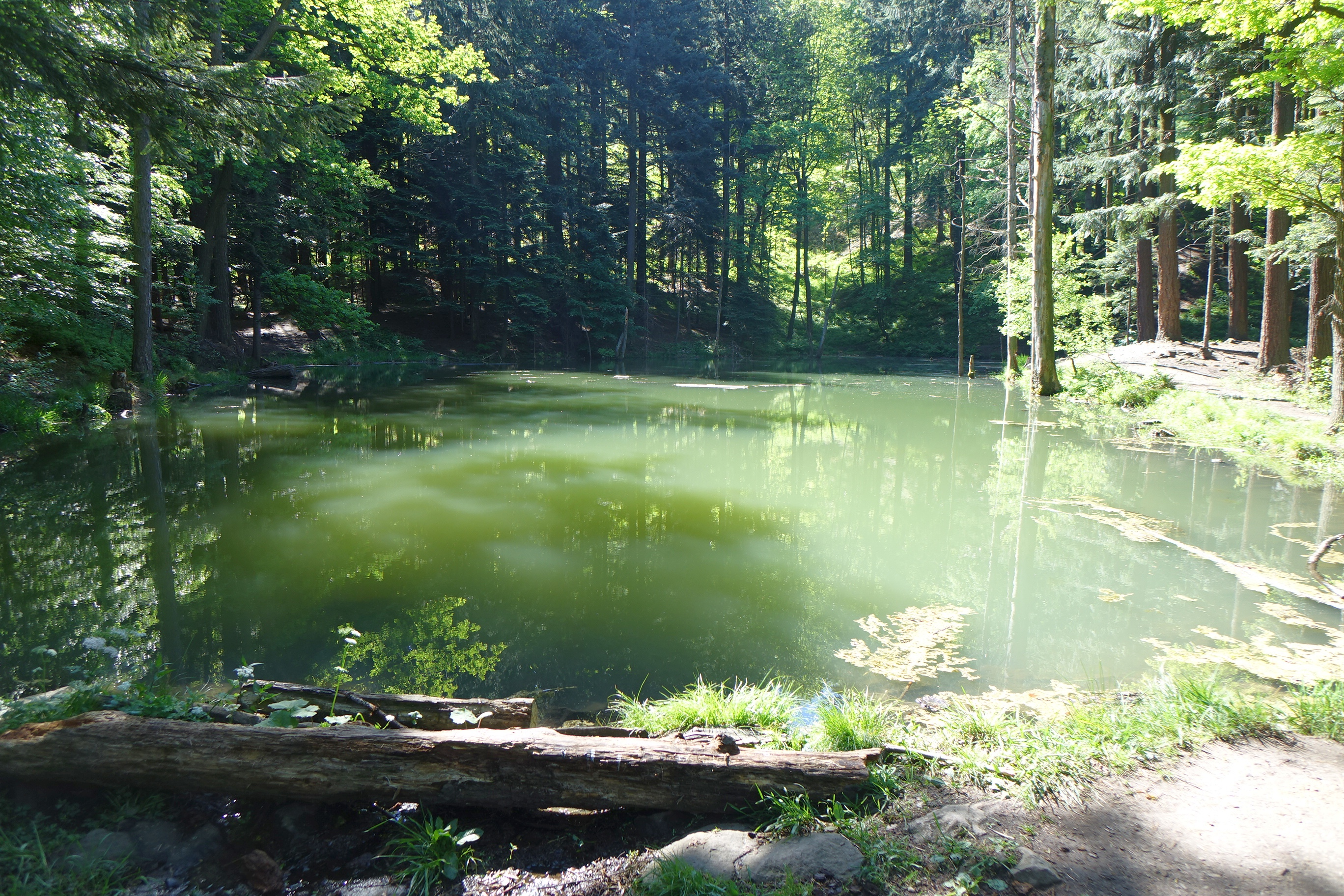
Wilczy Staw

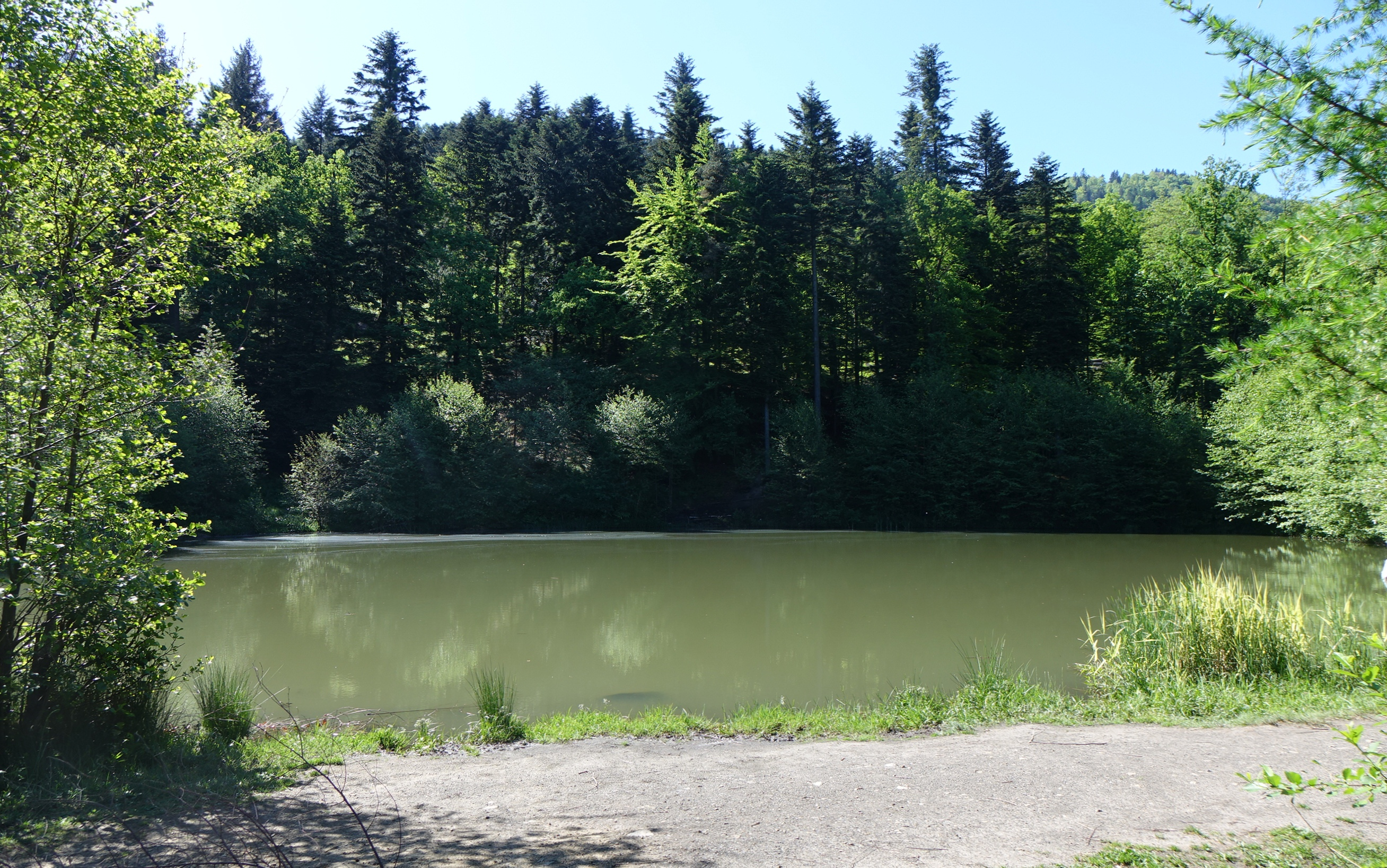
Nowy Wilczy Staw

Wilczy Staw – staw w miejscowości Kozy w powiecie bielskim, w województwie śląskim. Znajduje się w lesie u północnych podnóży góry Chrobacza Łąka w Grupie Magurki Wilkowickiej w Beskidzie Małym, w odległości około 600 m na północny wschód od Kamieniołomu w Kozach. Staw stanowi atrakcję turystyczną i prowadzi do niego szeroka droga leśna od dużego parkingu pod kamieniołomem.
Jest to prawdopodobnie zbiornik sztucznego pochodzenia, wykonany przez ludzi. Hodowano w nim pstrągi dla miejscowego dworu. Data utworzenia zbiornika nie jest znana. W rzeczywistości są tutaj dwa stawy w bliskiej odległości od siebie. Drugi to również zbiornik sztuczny, ale wykonany w celu retencyjnym. Na mapie Geoportalu większy z nich ma nazwę Wilczego Stawu, drugi na wschód od niego jest bez nazwy, ale przez miejscową ludność ten bez nazwy to właśnie Wilczy Staw, zaś ten większy to Nowy Wilczy Staw.